# Odontolakis spinifera
Odontolakis spinifera är en insektsart som beskrevs av Lucien Chopard 1952. Odontolakis spinifera ingår i släktet Odontolakis och familjen vårtbitare. Inga underarter finns listade i Catalogue of Life.